# Caluromys lanatus
Espèce
Statut de conservation UICN

 LC  : Préoccupation mineure
Caluromys lanatus est une espèce de mammifères marsupiaux de la famille des Didelphidae (les opossums d'Amérique). Cet Opossum laineux,  identifié à la fin du XIXe siècle par Olfers, est un animal omnivore relativement peu commun et discret (animal nocturne).
Diverses épithètes spécifiques ont été attribuées à cette espèce, dont :  antioquiae, bartletti, cahyensis, cicur, jivaro, juninensis, lanigera, meridensis, modesta, nattereri, ochropus, ornata et vitalina.

En anglais, il est appelé Western Woolly Opossum ou Brown-Eared Woolly Opossum.

## Description
Répartition : Il vit dans la jungle en Argentine (Nord-Misiones Province), en Bolivie (Est), Brésil (Sud-est, Sud-Est et Ouest), Colombie (Nord et centre), Équateur (Est), Guyana, Pérou (Est), Paraguay (Est et Sud, Caazapá) et Venezuela (Nord-ouest et Sud).

## Alimentation
Il se nourrit principalement de fruits d'invertébrés et de petits vertébrés. Il se nourrit aussi de nectar et peut manger d'autres parties des fleurs, comme le pollen.

## Menaces
Sans être aujourd'hui en danger de disparition, il est considéré comme vulnérable, et a disparu d'une partie de son aire de répartition en raison de la déforestation.